# Thomas Reifeltshammer
Thomas Reifeltshammer (* 3. Juli 1988 in Ried im Innkreis) ist ein ehemaliger österreichischer Fußballspieler.

## Karriere
Reifeltshammer begann seine Karriere 1994 bei der SV Ried. Er durchlief die komplette Jugendabteilung bei den Innviertlern und kam 2005 zur Amateurmannschaft. Sein Bundesligadebüt absolvierte er am 27. November 2009 im Spiel gegen die SV Mattersburg, als er in der Nachspielzeit für Florian Mader eingewechselt wurde. Am Ende seiner zweiten Saison als Fußballprofi wurde er mit der SV Ried österreichischer Pokalsieger.
Mit Ried stieg er 2017 aus der Bundesliga ab. Mit Ried stieg er 2020 wieder in die Bundesliga auf. In insgesamt zwölf Jahren bei den Profis der Rieder kam er zu 284 Bundes- und Zweitligaeinsätzen, in denen er 23 Tore erzielte. Nach der Saison 2020/21 beendete er seine Karriere als Aktiver und wurde Assistent des Managements.

## Privates
Reifeltshammer ist verheiratet und Vater eines Sohnes.

## Erfolge
- Österreichischer Pokalsieger 2011